# Sidon Flexus
Il Sidon Flexus è una struttura geologica della superficie di Europa.